# Алжирська війна
Алжи́рська війна́ (також відома як Алжирська революція або Алжирська війна за незалежність) — збройний конфлікт в Алжирі (1954-1962) між місцевими повстанцями, об'єднаними головним чином у Фронт національного визволення, з одного боку, та французькою колоніальною армією і жителями країни європейського походження (переважно французами) — з іншого.
Війна мала важливе значення для розпаду французької та світової колоніальної системи, стала другою — після В’єтнаму — великою поразкою Франції у колоніях і мала в Європі такий суспільний резонанс, який можна порівняти тільки з війною у В’єтнамі десять років по тому. Невдачі Франції у війні мало не призвели до військового перевороту в країні, спричинили повалення Четвертої республіки та прийняття нової конституції.

## Передісторія

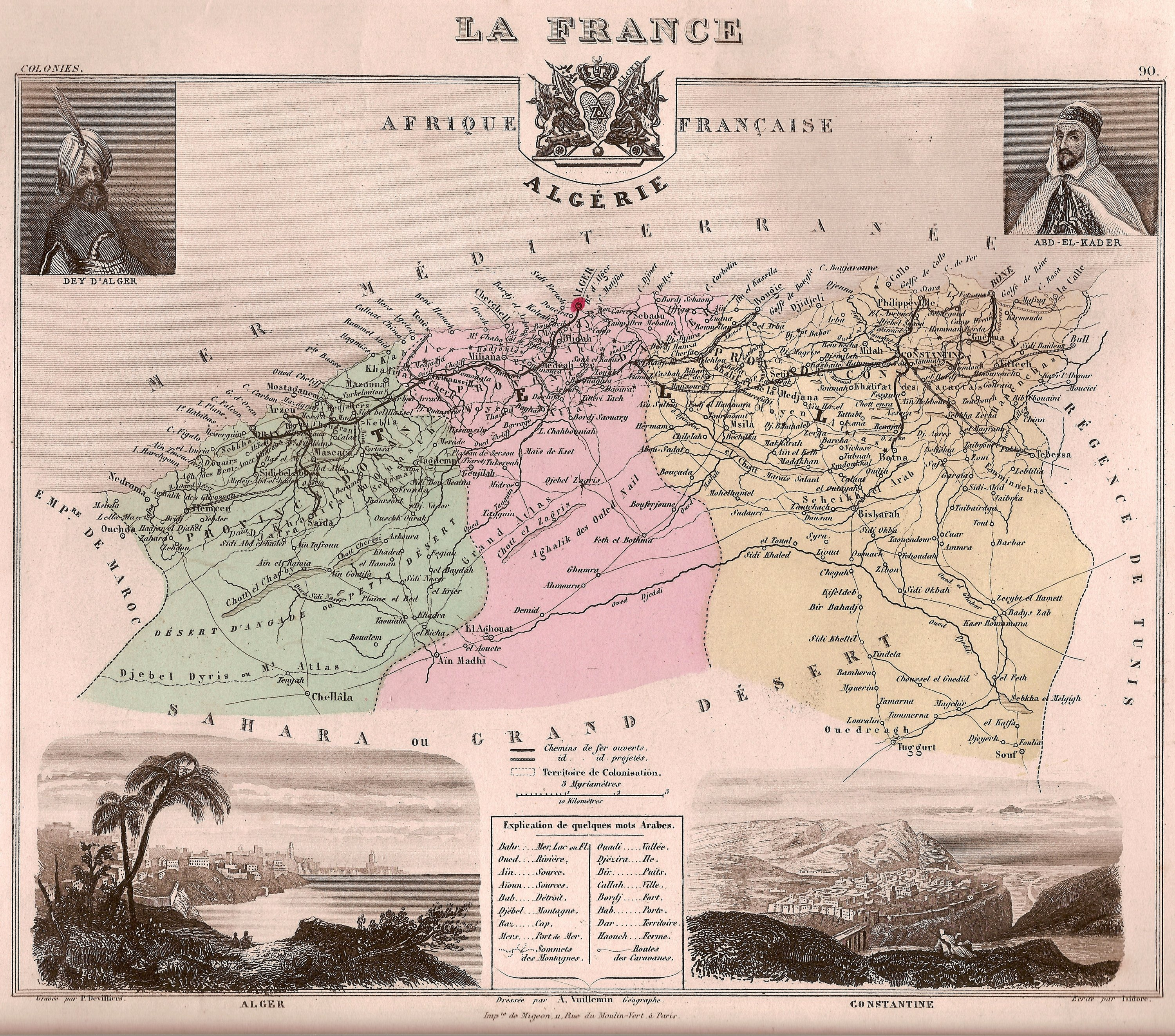
Французький Алжир

Прагнучи заволодіти колоніями у західній та північній Африці, Франція впродовж XIX ст. планомірно наступала на ці заселені переважно мусульманами території. 1830 року вона стала повноправною господинею в Алжирі, фактично вирвавши ці території з обіймів свого слабшого суперника — Османської імперії. Французькі війська швидко придушили повстання місцевих погано озброєних і роз'єднаних племен, встановивши колоніальний режим, який ніхто не наважувався оспорювати аж до закінчення Другої світової війни.
Адміністративно Алжир було поділено на три департаменти: Оран, Алжир і Константин. За більш ніж сто років Алжир був колонізований французами настільки, що його почали називати «заморською Францією». Попри те, як його називали французи, колоніальна дійсніть суттєво відрізнялась від реалій метрополії.
На початку 1950-х в країні проживало більше 8.000.000 мусульман (арабів і берберів), 75% з яких були неписьменними. Мусульманське населення страждало від хронічного безробіття, поганого медичного обслуговування, а часто просто від голоду. Більшість тих, хто таки мав роботу, працювали на селі, зокрема, як батраки на фермах білих колоністів. Французьке громадянство, а з ним і політичні права (наприклад, обирати і бути обраним) мали лише кілька тисяч мусульман.
Більшість родючої землі, промислових і торговельних підприємств, а разом з ними і політична та адміністративна влада були зосереджені в руках колоністів, які налічували близько 1.200.000 чол. і становили абсолютну меншість населення Алжиру (бл. 15%). Білі, а це були переважно вихідці з Франції, Іспанії й Італії, дотримувались консервативних поглядів у політиці, а по відношенню до мусульман були налаштовані вороже.

## Алжирський націоналізм
Ще під час Першої світової війни у французькій армії воювали як французи, так і вихідці з французьких колоній, в тому числі з Алжиру. Вони служили у легкій піхоті, легкій кавалерії та допоміжних військах. З проголошенням права народів на самовизначення, яке зробив після закінчення війни американський президент Вудро Вілсон, алжирська інтелігенція (улеми) почала обмірковувати перспективи якщо не політичної незалежності, то бодай автономії чи певного самоврядування.

Ахмед Мессалі Хадж (1898-1974)

На початках антифранцузький опір очолив Хадж Абд ель-Кадір, онук легендарного Абд аль-Кадіра і член центрального комітету Французької Комуністичної партії. 1926 року він заснував організацію «Північно-Африканська Зірка», яка була першою алжирською націоналістичною організацією — партією у сучасному розумінні — та проіснувала до 1937 року. Невдовзі до її лав увійшов Ахмед Мессалі Хадж, майбутній голова партії та провідний діяч національно-визвольного руху в 1930-50-х. 1928 року «Північно-Африканська Зірка» відокремилась від Французької Комуністичної партії, котра вважала питання незалежності Алжиру передчасним, хоча обидві організації продовжувала підтримувати союзницькі стосунки.
1937 року, коли французька влада розпустила «Зірку», Мессалі Хадж заснував Народну партію Алжиру, що вона виступала не за повну незалежність, але за широку автономію. Після її заборони 1946 року, її місце зайняли Рух за тріумф демократичних свобод Мессалі Хаджа і Демократичний союз алжирського маніфесту Ферхата Аббаса. Ці дві організації стали безпосередніми попередниками Фронту національного визволення, а їх члени — майбутніми кадрами збройної боротьби.
Після поразки 1940 року представники «Вільної Франції» набирали добровольців по всій французькій колоніальній імперії, в тому числі серед корінного населення Алжиру, обіцяючи — в разі перемоги над німцями — беззастережне надання Алжиру незалежності. Вербувальники спромоглися дістати значних успіхів, і проти фашизму — спочатку у Північній Африці, а пізніше у Південній Європі — билися тисячі алжирських арабів (3-тя алжирська піхотна дивізія була повністю укомплектована вихідцями з Алжиру, 60% з яких складали мусульмани). Але французька влада не збиралась дотримуватися свого слова. Війна закінчилася, а країна залишалась колоніальним володінням.
З останніми залпами війни в Європі у повітрі Африки теж запахло визволенням, й у відповідь на відверте порушення обіцянок по Алжиру прокотилась хвиля спонтанних виступів мас.

## Перше насилля
1 травня 1945 року по всій країні пройшли першотравневі демонстрації алжирців. В столиці та деяких інших містах поліція відкрила вогонь по демонстрантах. Були вбиті десятки людей, сотні отримала поранення. Відповіддю стали нові сплески насильства за тиждень.
8 травня, у день, коли прийшли новини про капітуляцію Німеччини, низка демонстрацій відбулась у містах північно-східного Алжиру (в Кабілії). На демонстраціях вигукували й антиколоніальні гасла та вимоги незалежності Алжиру. В містах Сетіф і Гельм демонстрації були розігнані поліцією із застосуванням кулеметів. У відповідь учасники ходи в Сетіф взялися за кинджали, палиці, каміння й почали вбивати всіх стрічних європейців. Почалися погроми колоністів, які тривали кілька днів і в яких загинуло більше 100 людей.
Заворушення швидко охопили весь північно-східний Алжир (тодішній департамент Константин), перетворившись на справжнє повстання. У 20 містах і містечках країни в ньому взяли участь до 50.000 чол. Повстанці, озброєні мисливськими рушницями і трофейними автоматами, підпалювали ферми колоністів, вбивали цивільних європейців, нападали на загони урядових військ.
Проте дії повстанців були неузгодженими, тому французька влада відносно швидко змогла придушити повстання. На алжирців кинули до 12.000 особового складу армійських частин, підтриманих авіацією, флотом, поліцією та цивільною гвардією (загонами «самооборони» колоністів). Райони повстання були розгромлені: міста й села спалювались, населення винищувалось без розбору, цивільних розстрілювали без суду. Різанина тривала до 17 травня, коли зброю склали останні загони повстанців.
Жертвами репресивних дій французької влади стали, за різними оцінками, від 6.000 до 45.000 алжирців.

## Підйом національно-визвольного руху

Ахмед Бен Белла

На початку 1950-х алжирський національно-визвольний рух переживав підйом. Момент був дуже вдалим. Поразка французької армії під Дьєн-Бьен-Фу у В'єтнамі в травні 1954 і наступний вимушений вихід з Індокитаю, виведення британських військ з Єгипту, що розпочалось влітку 1954 та підійняло авторитет Гамаля Абдель Насера як лідера арабського націоналізму, успіх націоналістів Тунісу, які завоювали автономію для своєї країни, і посилення збройної боротьби патріотів Марокко створили нову ситуацію на світовій арені та у північноафриканському регіоні.
У цей час в Алжирі зростало відразу кілька політичних сил, яких в їхній боротьбі об'єднувало прагнення вигнати французів з країни. До цих політичних угрупувань входили Алжирська Комуністична партія, Рух за тріумф демократичних свобод, Демократичний союз алжирського маніфесту та Спеціальна Організація (створена Ахмедом Беном Беллою для здійснення силових акцій проти колоніальної влади). Розпочалась підготовка до збройної боротьби: закупівля зброї та припасів, військове навчання алжирців-емігрантів в арабських країнах, пропаганда, спрямова на політичне та дипломатичне забезпечення майбутнього повстання.
Крім того, ці партії намагалися брати участь у політичному житті Алжиру (хоча мусульманська більшість продовжували бути обмеженою в політичних правах і свободах). Відчуваючи себе, з одного боку, творцями практично всього алжирського національного багатства, а з іншого — найбезправнішою групою населення, мусульмани з відвертою ворожістю ставилися до французької влади.

## Війна

### День Усіх Святих
Першу пробу сил алжирські повстанці провели в ніч проти 1 листопада 1954 (католицьке свято Всіх Святих): у 30 пунктах країни було здійснено більше 100 нападів й актів саботажу. В нападах взяли участь більше 1000 бойовиків. Були вбиті десятки французьких солдат і поліцейських, зруйновані кілька поліцейських відділків та адміністративних будівель, були розгромлені кілька складів і підприємств. Алжирці провели експропріації: в Алжирі підрозділ Рабаха Бітата захопив 25.000.000 французьких франків (~50.000 доларів США), в Кабілії повстанці Белкасима Крима — 2.000.000 франків (~4.000 доларів).
Разом з тим, попри раптовість нападу і відчайдушну хоробрість нападників, французи змогли відбити більшість атак, в тому числі через недостатню скоординованість дій (наприклад, в Орані атака на казарми розпочалась передчасно, охорона була на своїх місцях, і вогнем у відповідь були відразу вбиті вісім нападників).

### Фронт національного визволення

#### Створення

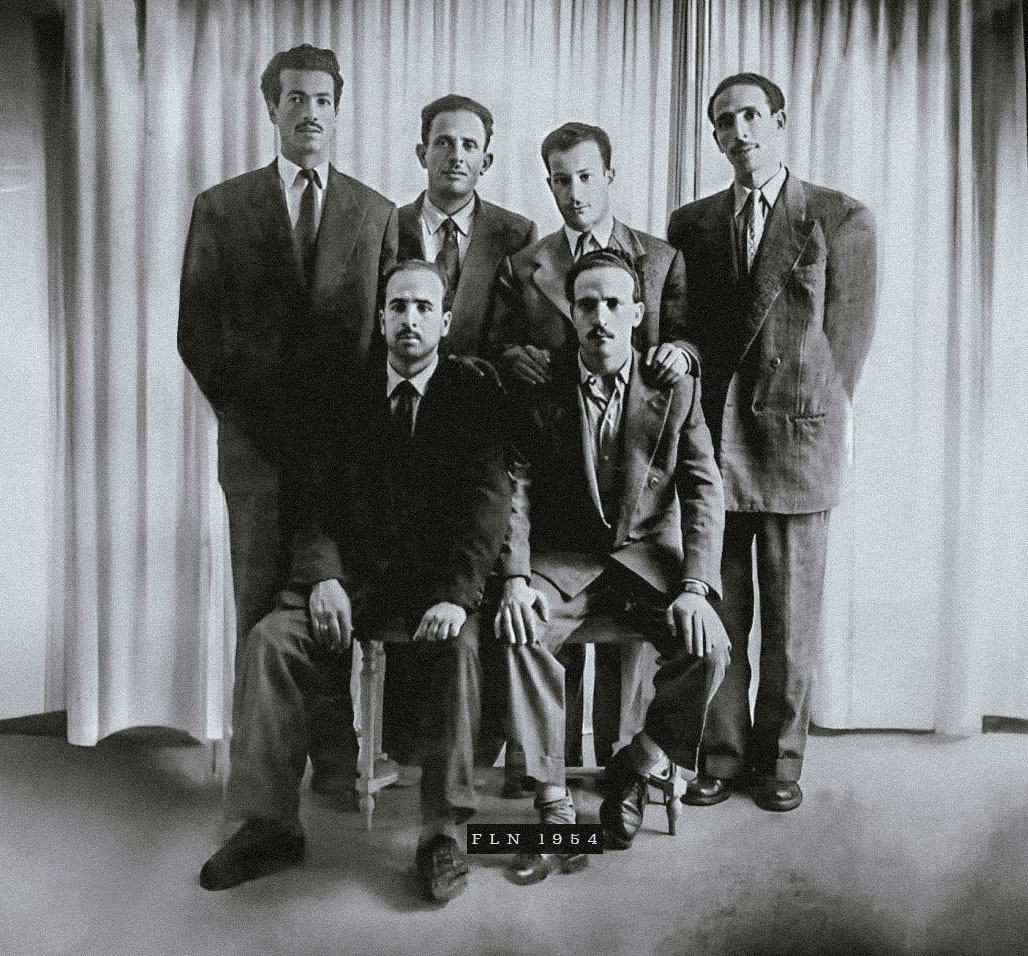
Керівники ФНВ. Стоять (зліва направо): Бітат, Бен Булаїд, Дідук і Будіяф. Сидять: Крим і Бен М'хіді.

Відповідальність за напади взяв на себе нещодавно створений Фронт національного визволення (ФНВ). Його організаторами та першими керівниками стали Аміруш Аїт Хамудаа, Ахмед Бен Белла, Мустафа Бен Булаїд, Ларбі Бен М'хіді, Рабах Бітат, Мухаммед Будіяф, Мурад Дідук, Мухаммед Кідер і Белкасим Крим. Місцем своєї штаб-квартири обрали Каїр. Велика частина прихильників Фронту базувалася в Тунісі, інша — в Марокко.
З дев’яти перших керівників ФНВ через два роки війни лише один буде живим і на волі. Взагалі рядовий партизан чи бойовик від моменту приєднання до збройного руху до своєї загибелі чи арешту в середньому проживав у русі не більше року.
Спершу у французької влади виникло враження, що ФНВ налаштований прорадянськи та прагне встановити на території Алжиру комуністичний режим. Проте, керівництво ФНВ зовсім не прагнуло до будівництва в Алжирі соціалізму. Воно або бачило своїм ідеалом ісламську республіку, або відкладало розробку соціальної програми до вирішення головного завдання — завоювання незалежності.

#### Армія національного визволення
Збройне крило ФНВ називалось Армією національного визволення (АНВ). Вона складалась з шести автономних регіональних командувань (вілаїв). Боротьба велась переважно у сільській місцевості, в горах Аурес та Кабілії, де партизани організовувались у відділення (фаудж), роти (катіба) та батальйони (фаілек). Сильні осередки опору в містах існували в Орані й Алжирі.
Постійні бійці називались муджахедами, тимчасові (наприклад, селяни, що залучались до виконання завдань час від часу, але більшу частину часу вели свій звичайний образ життя — працювали в полі) — мусабілеями. Були й допоміжні «службовці», що займались збиранням розвідувальних даних, передачею інформації та матеріальним забезпеченням бійців.

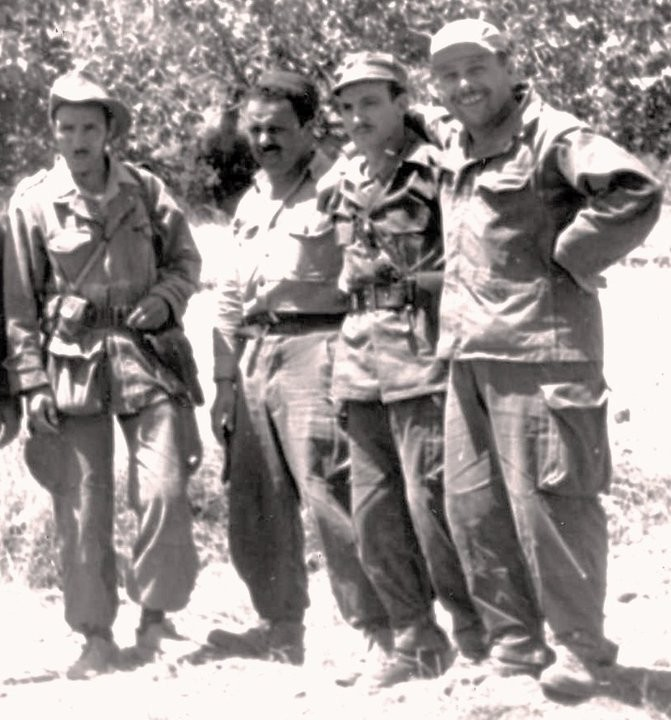
Партизани АНВ

Перші збройні акції виявили серйозні недоліки у повстанському русі. На початковому етапі партизани та підпільники не мали стійких джерел фінансування, їм бракувало озброєння й боєприпасів і, нарешті, у них не було досвіду боротьби в Індокитаї, який мали французькі військові. Головним озброєнням на початку війни були пістолети і рушниці (німецькі «Маузер»). За кілька років з’явились напівавтоматичні рушниці та пістолети-кулемети часів другої світової війни (часто німецького виробництва MP40). Важкі кулемети, міномети чи протитанкові гранатомети (американські «базуки») були рідкістю навіть у Тунісі — основній базі «зовнішньої армії».
Іншою поширеною причиною неуспіху перших військових операцій була слабка військова підготовка. Цей недолік були покликані усунути навчальні табори, створені ФНВ у Марокко та Тунісі. Сотні навчених бійців щомісяця перетинали алжирський кордон, щоб поповнити партизанські загони.

#### Політико-адміністративні організації
За мірою розгортання боротьби виникла потреба у точнішій координації дій різних вілаїв, всередині вілаю — зон і окремих загонів. У серпні 1956 року в долині Суммам (що в Кабілії) відбувся з’їзд повстанських командирів і керівників ФНВ, на якому було ухвалено рішення про створення мережі політико-адміністративних організацій (ПАО).
Структуру ПАО утворювали комітети ФНВ різного рівня (вілаї, зони, райони, сектори) на чолі з політичними комісарами. В основі всієї структури були розташовані в дуарах (поселеннях) органи управління — «комітети трьох» (голова, його політичний і адміністративний помічники) і «народні збори п’яти» (голова — член «комітету трьох», скарбничий, управляючий майном ФНВ-АНВ, медик і вповноважений у справах культури). Крім того, у розпорядженні «комітету трьох» були також особи, що займались питаннями матеріально-технічного забезпечення та безпеки, виконували поліцейські функції.
У містах структури ПАО розроблялись детальніше, спираючись, зазвичай, на групи (керівник, збирач «революційного податку» на користь ФНВ (збір податку по Алжиру в 1956-1957 забезпечував приплив до скарбниці ФНВ щорічно 12.000.000.000 франків (~28.570.000 доларів); ще 8.000.000.000 франків (~19.000.000 доларів) давала допомога арабських країн), відповідальних за зв’язок і пропаганду), а ті — на осередки з 3-4 чол. Майже при кожній групі був підрозділ бойовиків-фидаїв, командир котрого був еквівалентом сільського політичного помічника з «комітету трьох».
Головним завданням ПАО була підміна французької адміністрації де тільки можливо. Використовуючи нечисленність колоніальних службовців на місцях, ПАО заповнювали цей «вакуум» своїми людьми або ж підкоряли собі (зазвичай, таємно) нижчих чиновників-алжирців. Навіть там, де було багато європейців і колоніальний апарат був сильний, ПАО діяли як його невловимий двійник. Робота цих організацій сприяла політизації широких мас і перетворенню національно-визвольної боротьби на справжню народну війну.

#### Алжирська комуністична партія

Прапор АКП

Алжирська комуністична партія (АКП), недооцінивши спочатку значення переходу до збройної боротьби та не зрозумівши її справжнього масштабу, незабаром знайшла своє місце у цій боротьбі. Вже у листопаді 1954 вона встановила контакти з повстанцями і почала надавати їм всіляку підтримку. По всій країні АКП організувала масовий рух солідарності з ФНВ, збір зброї, медикаментів і грошей, а в містах — допомагала підпіллю ФНВ боєприпасами. У червні 1955 АКП взяла курс на активну участь у збройній боротьбі і створила військову організацію «Борці за звільнення», що вона діяла в містах, і загони «червоних макі» (партизанів) у долині Шеліф (на заході Алжиру). Через це у листопаді 1955 діяльність АКП була заборонена колоніальною владою. У підпіллі АКП продовжувала нелегально видавати газету «Ліберте», пізніше налагодила випуск журналів «Реаліте альжерієнн е марксизм» і «Аль-Джазаїр аль-Муджахеда», вела агітацію серед французьких солдат.
У травні-червні 1956 р. за угодою між АКП і ФНВ, партизани АКП влилися у лави АНВ. Таким чином АКП об'єднала свої політичні і військові зусилля із зусиллями ФНВ. Половина з 40 членів центрального комітету партії, що вступили до АНВ, або загинули в боях, або ж пройшли через в'язниці та концтабори.

#### Алжирський національний рух
Для протидії зусиллям ФНВ був створений Алжирський національний рух (АНР), прибічників якого називали «мессаліти», за іменем їхнього голови — Ахмеда Мессалі Хаджа. За деякими даними[якими?], його підтримували і частково фінансували французи, які протиставляли його ФНВ, аби заперечити існування єдиного представника прагнень алжирцями незалежності. Хай там як, але керівники ФНВ виступали за єдину стратегію і тактику боротьби за політичну незалежність, а це було можливо лише в одній організації. Будь-які конкуруючі групи, хай там які гасла національного визволення вони висували, розглядались як вороги.
Голова АНР Мессалі Хадж був одним із засновників і керівників кількох попередніх організацій руху за незалежність, починаючи з 1930-х, і в будь-якому формуванні претендував на роль лідера. ФНВ заперечував вождізм, тому в ФНВ він місця для себе не бачив. Він знайшов підтримку серед алжирських емігрантів у Франції, які обожнювали його і в минулому, але не серед алжирців в самому Алжирі. АНВ знищила маленькі збройні групи АНР в Алжирі на ранньому етапі війни, а на французькій землі розгорнула проти АНР так звану «війну в кав'ярнях» (низку вибухів і вбивств «мессаліти», які часто траплялись у кафе). Жертвами цієї «війни» стали, за різними оцінками, від 4 000 до 10 000 людей. Після цього АНР практично припинив існувати як реальна політична сила.

### План Сустеля
У лютому 1955 генерал-губернатор Алжиру Жак Сустель проголосив початок ліберальних реформ з метою інтеграції мусульманської більшості з європейською меншістю. Лідерів алжирців почали запрошувати працювати в органах управляння та поліції. Так французька колоніальна адміністрація намагалась завоювати «серця та уми» алжирців за прикладом британців у Малайзії. Одначе дуже швидко з’ясувалось, що Алжир — не Малайзія, а населення зовсім не квапиться вірити колонізаторам і співпрацювати з ними. Ті ж, хто на співпрацю йшов, ризикував стати мішенню для бійців АНВ, яка розв’язала проти колабораціоністів кампанія терору. Партизани також нападали на об'єкти колоніального господарства та пункти співраці колоністів і тубільців, насамперед ферми.
Переломним моментом у війні, своєрідною «точкою неповернення», після котрої більшості стало очевидно, що примирення між алжирцями та французами можливе лише за умови незалежності Алжиру, стали бої у Філіппвіллі.

### Філіппвілль

Масові арешти алжирців у серпні 1955

За мірою розгортання національно-визвольної війни ФНВ намагався перенести боротьбу з села в місто. 20 серпня 1955 загони з кількох тисяч алжирських повстанців зробили спробу захопити місто Філіппвілль (колоніальна назва міста Скікда в тодішньому департаменті Константин), в якому стояв гарнізон з 400 французьких військових. Обидві сторони проявили по відношення до свого противна надзвичайну жорстокість, мордуючи всіх підряд. Під час штурму бійці ФНВ вбили 71 білого й 52 мусульман, в тому числі цивільних поселенців і дітей, втративши вбитими 134 чол. і ще кілька сот пораненими.
У терористичних акціях, розв’язаних колоніальними військами, поліцією та білою міліцією після боїв у Філіппвіллі, а також після нападу того ж дня на селище Ель-Халія (що теж у департаменті Константин), загинуло, за різними оцінками, від 1300 до 12.000 алжирців — бійців ФНВ і цивільних. В Ель-Халія французькі літаки поливали вулиці дощем куль, не розбираючи, в кого стріляють.

### Битва за Алжир
Протягом літа 1956 року між повстанцями та французьким урядом у Белграді та Римі велись таємні мирні переговори. Тим часом в Алжирі колоністи почали організовуватися у неофіційні мілітаризовані спілки та терористичні групи. Одна з таких, «Французький північноафриканський союз», в ніч проти 10 серпня заклала бомбу в арабському кварталі Алжиру (Казбасі). Вибух вбив 73 людей. Мирні переговори перервались.
Аби привернути увагу до боротьби алжирців на міжнародному та національному — французькому — рівнях, восени 1956 року ФНВ зробив другу спробу розширення бойові дії у містах. Найвідомішим нападом цієї нової, міської кампанії, що вона отримала назву «битви за Алжир», стали вибухи 30 вересня 1956. Три жінки одночасно закладала бомби на трьох цивільних об'єктах, у тому числі в центрі столиці, в будівлі офісу Air France. Протягом зими-весни 1957 бойовики ФНВ здійснювали в середньому по 800 нападів (вбивств, вибухів) на місяць. У січні 1957 практично всі алжирці вийшли на тижневий загальний страйк, приурочений до обговорення алжирського питання в ООН.
Відновити у столиці порядок за будь-яку ціну доручили командиру 10-ї повітрянодесантної дивізії, генералу Жаку Массю. І він не зупинився ні перед якими засобами: в місті ввели комендантську годину для алжирців; рух алжирців між арабськими кварталами і європейськими контролювався за допомогою системи блокпостів; було введено колективну відповідальність мешканців будинку, кварталу чи вулиці за дії кожного мешканця; при допитах полонених повстанців і підозрюваних у зв’язках з ФНВ застосовувались тортури. За перші 10 місяців «битви за столицю» через допити пройшли 80.000 чол. (7.000 з них «зникли»; зокрема, так «зник» один з лідерів ФНВ Ларбі Бен М'хіді), 24.000 були заарештовані та затримані без суду на тривалий термін, 30.000 були «взяті під спостереження».
«Автономна зона міста Алжира» була розгромлена. Загалом було вбито близько 1400 фидаїв. Керівник ФНВ в місті Ясеф Сааді був затриманий 24 вересня 1957 року та до кінця війни просидів у тюрмі як військовополонений. Знищення цієї мережі ФНВ стало великим ударом по національним силам.

### Партизанська війна
Якщо у листопаді 1954 в АНВ було кілька сотень постійних бійців і трохи понад тисячу допоміжних, то до 1956 року чисельність АНВ зросла до 46.000 (приблизно половина їх була постійними партизанами «внутрішньої армії», діючої на території Алжиру). 1956 року армія складалась з 85 батальйонів, 1958 — з 37, 1960 — з 121. Активність армії поширювалась на 2/3 території країни. Кількість бойових операцій, актів саботажу та окремих замахів виросла з 998 у листопаді 1955 до 2624 у березні 1956 і 2837 у липні 1956. Протягом 1956 бійці АНВ і підпільники ФНВ вбили 527 французів і 3569 алжирців-колабораціоністів.

### Протиповстанські операції

#### Нарощування військової присутності

Гелікоптер «Сікорський» H34 і солдати Іноземного легіону

Станом на листопад 1954 року в Алжирі було 60.000 французьких військ — відносно небагато. Проте невдовзі після початку бойових дій французький уряд заходився нарощувати військовий контингент у своєму заморському володінні. Взимку 1954/55 рр. до Алжиру прибули підрозділи Іноземного Легіону. Слідом за ними до Північної Африки перекинули повітрянодесантні та піхотні частини регулярної армії, підтримані авіацією й флотом. Хоча уряд Франції до останнього часу (аж до 1999 року) відмовлятиметься називати конфлікт в Алжирі війною, сам він проведе часткову мобілізацію; до армії будуть призвані резервісти.
Війна змусить Францію тримати величезну армію в 1.200.000 чол. З цього числа третина постійно перебувала в Алжирі, маючи на озброєні 5660 гармат і 1150 танків.  Підтримку з повітря їм забезпечували 1310 літаків і 500 гелікоптерів. За сім років війни в Алжирі пройдуть службу 8.500.000 чол., в тому числі 22-й президент Франції Жак Ширак.
Значна чисельна перевага колоніальної армії поступова звела нанівець перевагу партизан у раптовості та невловимості. Як наслідок, втрати АНВ різко зросли: з 77.000 за перші чотири роки повстання з листопада 1954 по вересень 1958 до 68.000 лише за один рік з жовтня 1958 по листопад 1959.
Втрати французької армії в Алжирі у 1956-1957 становили 780 вбитих і поранених щомісячно.

#### Лінія Моріса
У грудні 1957 головнокомандувач французької армії в Алжирі, генерал Рауль Салан, запровадив мережу спостереження, поділивши країну на зони. В кожній зоні на постійній основі розташовувався гарнізон, відповідальний за всі протипартизанські операції в своїй зоні. Ця система різко зменшила число нападів з боку ФНВ, хоча й скувала та позбавила мобільності велику кількість військ.
Той самий Салан наказав спорудити вздовж кордонів з Марокко і Тунісом систему укріплених ліній, що вони мали б надійно ізолювати «внутрішню армію» АНВ від «зовнішньою» та перекрити першій шляхи поповнення живою силою та постачання зброї. Найвідомішою з цих прикордонних укріплень стала «лінія Моріса» (названа так на честь тодішнього міністра оборони Франції Андре Моріса). Вздовж 460-км кордону з Тунісом простяглися кілька металевих сітчастих парканів з електрикою під напругою 5.000 В. Паркани оточювали огорожі з колючого дроту та мінних полів. Лінію охороняли 12.900 «прикордонників», розміщенних у блокпостах. Схожа лінія перекривала 720 км кордону з Марокко. Її патрулювали 9.500 чол.
Епізодичні обстріли прикордонних ліній з мінометів та прориви не могли переломити ситуацію на користь партизан. Відтак, якщо у 1955-1957,  до створення «лінії Моріса», з Тунісу до Алжиру щомісяця переходило близько 1000 навчених бійців, то на початку 1958 щомісячні втрати АНВ на кордоні сягали 3000 чол.

#### Насильницькі переселення
Намагаючись позбавити партизан підтримки місцевого населення, французьке командування вирішило «звільнити» сільську місцевість від населення. Операції з насильницького переміщення селян проводились під приводом «захисту селян від терору заколотників». Заради цього спустошувалися цілі області, райони найбільшої активності АНВ за допомогою напалму і артилерії перетворювалися на «зону випаленої землі», а їхні жителі відправлялись до так званих «центрів перегрупування» (перші такі «центри» з'явились у квітні 1955). Так дощенту були зруйновані 8.000 селищ, а більше 2.000.000 чол. пройшли через оточені колючим дротом «центри перегрупування» (по суті — концентраційні табори), включаючи тих 400.000, що були інтерновані у політичних таборах. 300.000 алжирців втекли до Тунісу та Марокко, а 700.000 селян знайшли притулок в містах.

#### Тортури
При допиті арештованих членів ФНВ — чи навіть просто підозрюваних у співпраці з національно-визвольними силами — французька армія та поліція широко застосовувала тортури, катуючи однаково як чоловіків, так і жінок (ґвалтування затриманих алжирок було для солдат і поліцейських «нормою»). Найвідомішими місцями катувань були Вілла Сесіні в місті Алжирі (в якій під час «битви за Алжир» 1957 року серед інших допитував підпільників і Жан-Марі Ле Пен) і Ферма Амеціана в Константині (через допити на ній пройшло 100.000 чол.). Тих, хто не витримував тортур і помирав, колоніальна влада оголошувала «зниклими».
Крім того, що алжирців жорстоко били, їх катували електрострумом, припікали органи тіла сигаретами, на кілька хвилин занурювали голову в воду, позбавляючи можливості дихати, позбавляли сну та їжі на кілька діб, вводили їм «сироватки правди» (на основі пентоталу). Призначених «зникнути» скидали у море з гелікоптерів у так званих «польотах смерті» (перед польотом жертву за допомогою наркотиків доводили до непритомного стану; пізніше, щоб трупи не спливали, до ніг жертв почали прикріпляти шматки бетону).

#### Інформаційна війна
Французька армія почала грати важливу роль в управлінні Алжиром через систему Спеціальних Адміністративних Секцій (САС), створених 1955 року (загалом в цих секціях служило до шістсот офіцерів). Завдання САС полягало в завоюванні «сердець й умів» алжирців через налагоджування контакту з мусульманським населенням у віддалених регіонах, боротьбу з націоналістичними ідеями, послаблення впливу ФНВ в сільській місцевості та створення сприятливого образу французького панування в Алжирі.
Для цього службовці САС вербували добровольців чи перевербовували полонених бійців АНВ, яких потім «повертали» в АНВ, аби ті виступали як розвідники для французької армії та постачальники дезінформації для національно-визвольних сил. Часто вербовка супроводжувалась катуваннями чи погрозами — у разі відмови співпрацювати з французькими силами — розправитися з рідними.

### Падіння Четвертої республіки
Відносні військові успіхи в колонії не могли вирішити економічно-політичних проблем, що наростали в метрополії. Франція утримувала величезну армію, що викликало брак робочої сили та різке зростання військових витрат (на 30% тільки в 1956). Закупівля військових матеріалів (головним чином у США) збільшили дефіцит зовнішньоторговельного балансу країни на 20%. Зросли й витрати колоніальної адміністрації в Алжирі, що призвело до зростання податкового тягаря: кожен день війни в Алжирі коштував Франції 1957 року 2.000.000.000 франків (~4.760.000 доларів). Фінансовий тягар війни й нездатність урядових кабінетів Четвертої республіки вирішити алжирську проблему серйозно загострили ситуацію навесні 1958.
Жорсткі методи, до яких вдавалась французька армія у війні з партизанами та підпільниками, викликали осуд світової спільноти та обурення громадськості самої Франції. Французьке ж населення Алжиру навпаки — наполегливіше вимагало  збільшення числа каральних акцій. 13 травня 1958 на вулиці столиці вийшло 20.000 демонстрантів, що вимагали від армії рішучого придушення алжирського повстанського руху та збереження «Французького Алжиру».
Скориставшись ситуацією, генерал Салан спробував здійснити військовий переворот. Він швидко зімпровізував «Комітет громадської безпеки», призначивши себе його головою, і почав погрожувати французькому уряду втрутитися у внутрішньофранцузькі політичні справи. 24 травня десантники з Алжиру висадилися на Корсиці та без бою взяли острів під свій контроль. В штабі Салана почали готувати десантну операцію в Парижі. Вище керівництво країни охопила паніка.
За цих обставин всі сторони побачили спасіння у постаті генерала Шарля де Голля, який, щоправда, вже більше десяти років не займався політикою. В героєві другої світової війни всі побачили єдиного авторитету, спроможного вивести країну з кризи — вдруге врятувати Францію. Призначення генерала на пост президента хотіли й заколотники (вона вважали що він не допустить «здачі» Алжиру). 29 травня парламент проголосував за призначення де Голля прем’єр-міністром, і 1 червня він заступив на пост.

### Де Голль
Вже 4 червня де Голль поїхав до Алжиру, де заявив колоністам і генералам: «Я зрозумів вас!» Цю двозначну заяву всі тлумачили на свій лад. Насправді де Голль щодо майбутнього Французького Алжиру був налаштований песимістично. Він усвідомлював, що процес деколонізації неможливо зупинити і що військовим шляхом алжирську проблему вирішити неможливо.
У вересні 1958 у Франції відбувся референдум з приводу нової конституції, яка була прийнята переважною більшістю виборців, а в грудні де Голля було обрано президентом нової, П'ятої республіки.
Поразка у «битві за Алжир» і зменшення потоку бійців і зброї з-за кордону супроводжувались перемогами алжирського національного руху на дипломатичному фронті. Алжирська війна постійно перебувала у центрі уваги світового співтовариства та підривала міжнародний престиж Франції. У вересні 1958 в Тунісі було сформовано Тимчасовий уряд Алжирської республіки (ТУАР) на чолі з Ферхатом Аббасом. Його тут же визнали Китай, Марокко, Туніс і низка інших африканських країн. Хоча ФНВ не вдалося зірвати участь алжирців у референдумі з приводу нової конституції (це були перші в історії Франції вибори, до яких були допущенні алжирці), їхня участь в ньому не додала колонізованим симпатій до колонізаторів.
У жовтні 1958 де Голль оприлюднив п'ятирічний план економічного розвитку Алжиру («план Константин»), а на догоду ультраправим пообіцяв великий військовий наступ на партизан. Крім того, він висунув ініціативу під назвою «Мир хоробрих» — амністію для повстанців, що добровільно складуть зброю. До того часу обидві сторони, зазвичай, вбивали полонених, і партизани не мали особливої мотивації здаватися; у партизанів тепер вона з'явилась, що стурбувало не лише керівництво ФНВ, але й колоністів.
У грудні 1958 генерал Салан був усунутий з поста головнокомандувача армією та відкликаний з Алжиру. Його місце зайняв генерал Моріс Шалле. Разом з Саланом з колонії були відкликані найбільш агресивно та непримиренно налаштовані офіцери-десантники.
Обіцяний де Голлем наступ розпочався у лютому 1959 року. Це була низка операцій, що тривали послідовно в різних районах країни до весни 1960 року, спрямованих на розгром основних сил партизанів і їх баз. Місцеві війська блокували шляхи ймовірного відступу партизан, а високомобільні підрозділи десантників й Іноземного легіону прочісували оточений район. Ефект цих операцій був нищівним. Вже в березні 1959 командування АНВ наказало своїм силам розосередитися і діяти групами не більше взводу. Згідно з французьким даними, за один рік з кінця 1958 по кінець 1959 противник втратив більше людей, ніж за всі попередні чотири роки війни.

### Тиждень барикад

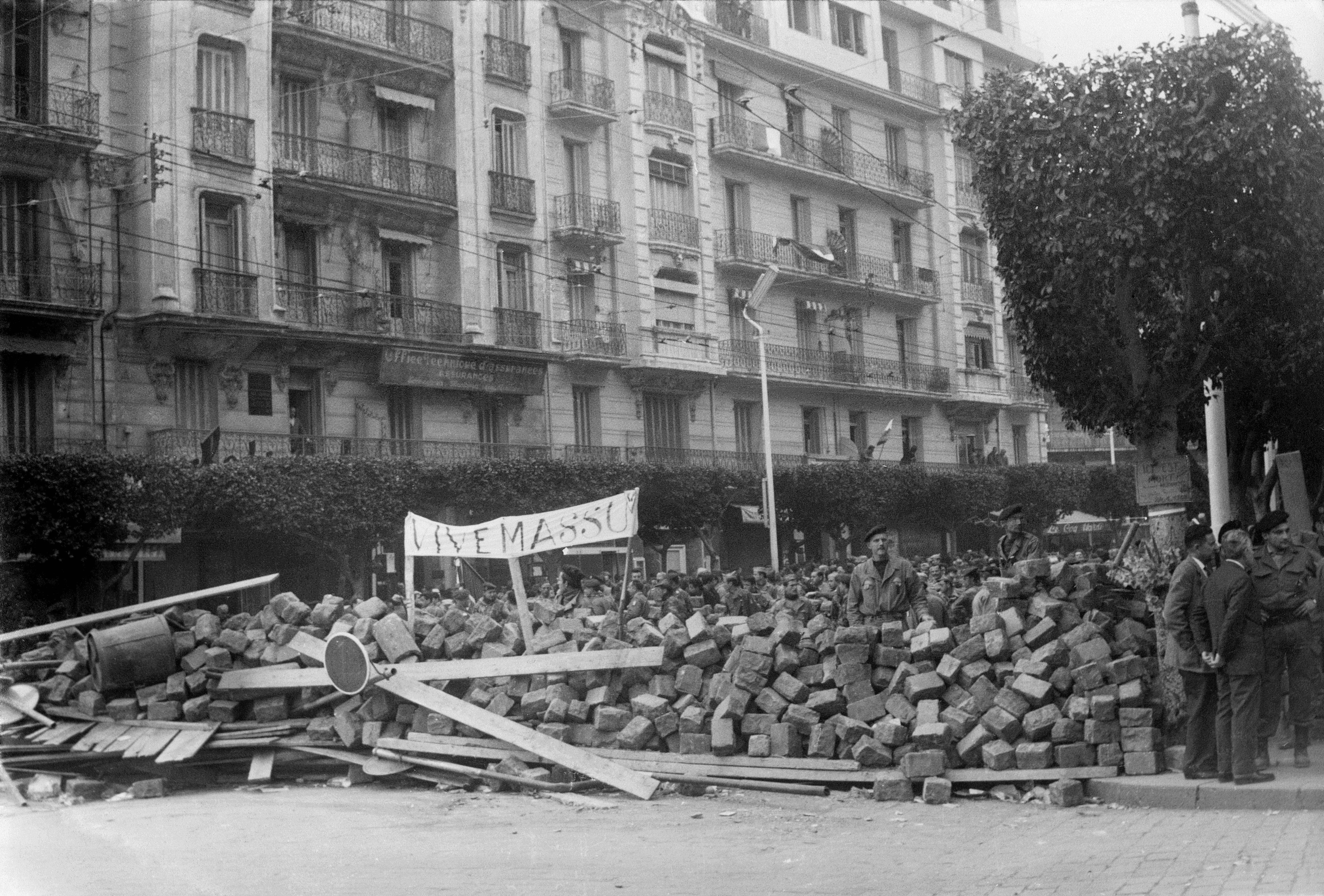
Барикади в Алжирі, січень 1960

В офіційній заяві 16 вересня 1959 Шарль де Голль вперше вжив по відношенню до Алжиру слово «самовизначення». Саме самовизначення він почав розглядати як найліпший вихід із ситуації, що склалась в країні, і це викликало різку обурення «ультра» (французьких крайніх правих).
Політична ситуація загострилась. 24 січня 1960 французькі колоністи за підтримки білої міліції організували у столиці Алжиру демонстрацію проти незалежності Алжиру. Демонстранти — як згодом виявилось, помилково — розраховували на підтримку генерала-десантника Массю. На вулицях почали споруджуватись барикади.
Де Голль наказав генералу Шалле кинути проти демонстрантів поліцейських. Шалле оголосив у місті стан облоги, ввів у місто 10-ту повітрянодесантну дивізію, але заборонив застосовувати проти демонстрантів вогнепальну зброю. Хоча 20 барикадників і були вбиті під час перестрілки на бульварі Лаферр’єр, в цілому десантники поставилися до заколотників з розумінням, якщо не з симпатією.
Стривожений подібним розвитком подій, де Голль перекинув до Алжиру 25-ю повітрянодесантну дивізію. Ця військова частина зберігала вірність президенту і в короткий термін змогла придушити заколот і навести лад на вулицях. В історію Алжирської війни ці події увійшли під назвою «Тиждень барикад».

### Путч генералів
У квітні 1961 французькі військові в Алжирі зробили останню спробу зупинити рух до незалежності Алжиру та зорганізували військовий путч («путч генералів»). У ніч проти 22 квітня генерали Шаль, Жуо та Зеллер і підпорядковані їм частини Іноземного легіону зайняли мерію, палац генерал-губернатора, центральний комісаріат поліції та аеропорт міста Алжир. 23 квітня, після прибуття до Алжиру з Іспанії генерала Салана, путчисти оголосили про формування в Алжирі військового уряду.
Того самого дня ультраправі організували кілька терактів у Парижі — вибухи пролунали в аеропорті Орлі, на Ліонському вокзалі та вокзалі Аустерліц. Ввечері по радіо виступив Шарль де Голль, який різко засудив путч і закликав використати всі заходи для його придушення.
Наступного для, 24 квітня, більше, ніж 12.000.000 чол. на знак протесту проти дій генералів оголосили одногодинний загальний страйк, що супроводжувався масовими демонстраціями і мітингами протесту. Того ж дня де Голль ввів у дію статтю конституції, яка наділяла його необмеженими повноваженнями.
25 квітня у Париж була введена 16-та піхотна дивізія, та відкликанні деякі вірні уряду частини з Німеччини. Тим часом в Алжирі путчисті спробували захопити базу французьких ВМС в Мерс-ель-Кебір, в якій перебував командувач вірних де Голлю частин в колонії, адмірал Кервель, але операція закінчується невдачею. Путчисти почали евакуювати Оран, і стало ясно, що путч провалився. У ніч проти 26 квітня генерал Шалль вирішив припинити боротьбу та — разом з Зеллером здався. Салан і Жуо втекли у підпілля.

### Роль жінок
Більшість мусульманок з тих, хто взяв активну участь у боротьбі, були членами ФНВ. Загальна кількість жінок-учасниць війни становила близько 11.000. Приблизно 20% з них були мешканками міст, а 80% — сіл (ця пропорція відображає загальне співвідношенням між кількістю міських і сілких жителів Алжиру на той час). Жінки-міщанки, що вони, зазвичай, походили з дрібнобуржуазних родин і мали якусь освіту, приєднувались до боротьби через свої переконання — це був їхній свідомий вибір. Селянки ж йшли у партизани, тому що в партизанах були їхні чоловіки, або ж через неможливість дотримуватися нейтралітету.
На повстанській війни жінки виступали у різних ролях — як бойових, так і небойових. Вони служили бійцями партизанських загонів на селі, розвідниками і зв’язниками міських терористичних груп, виконавцями терористичних актів, збирачами коштів на потреби національно-визвольної боротьби, а також медсестрами, прачками, кухарями тощо.
Жінки служили й на боці французьких військових і поліцейських формувань, одначе їх число в амрії та поліції було незначним.

### Харкі

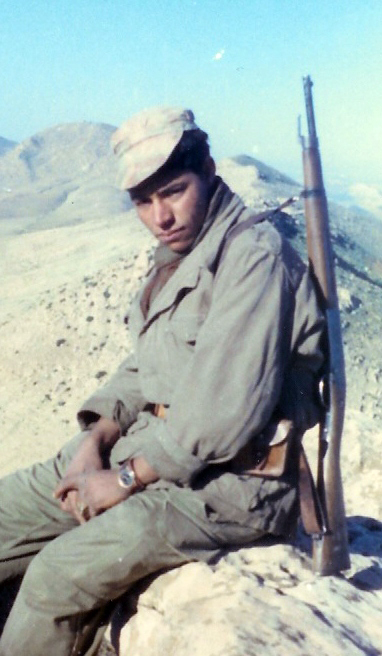
Харкі

Харкі називали алжирців-мусульман (на відміну від алжирців європейського походження та алжирських євреїв), які воювали у допоміжних військах французької колоніальної армії. Дехто з них був ветеранами «Вільної Франції» часів другої світової війни, інші — колишніми солдатами колоніальних військ у В’єтнамі. Пізніше цим словом почали називати і цивільних алжирців, що вони виступали за збереження Алжиру за Францією.
Харкі служили як у підрозділах, скомплектованих суто з алжирців-мусульман (під командуванням білих офіцерів-християн), так і у змішаних підрозділах. За французькими даними, 1962 року у французькій армії служили 236.000 алжирців (приблизно вчетверо більше, ніж у той самий час було бійців у ФНВ). За іншими відомостями, їх було менше, але їх число перевищувало 180.000.

### Мир
Перші мирні переговори між ТУАР і французьким урядом розпочались влітку 1961 року й закінчились безрезультатно. Протягом року де Голль зробив кілька заяв, у яких говорилось про можливу зміну міжнародного статусу Алжиру, проте практичне втілення всі слова отримали тільки навесні 1962, коли між французьким урядом і ФНВ відновились мирні переговори. Проходили вони в місті Ев'ян-ле-Бен (що у Верхній Савойї). 18 березня 1962 були підписані Ев’янські угоди, згідно з якими з 19 березня між воюючими сторонами оголошувалось перемир’я.
Крім припинення вогню, Ев’янські угоди передбачали проведення в Алжирі референдуму з питання незалежності та — у разі схвалення — визнання її Францією. Згідно з Угодами, власність французьких громадян в Алжирі могла бути відчужена лише за умови виплати відповідної компенсації. Алжирцям відкривали вільний в’їзд до Франції. Колишня метрополія зобов’язалась за три роки вивести всі свої війська з Алжиру, за винятком військово-морської бази в Ерс-ель-Кебірі (на території якої розташовувались і ядерні об’єкти), яку залишали у розпорядженні французьких ВМС до 1977.

### Секретна армійська організація

Плакат ОАС

В той час, коли одні офіцери французької армії та поліції були обурені тією жорстокістю, з якою велась війна, (у вересні 1957 року на знак протесту проти застосування тортур свій пост залишив генеральний секретар алжирської поліції Поль Тетган, а з армії звільнився генерал Жак де Боллардьє), інші виступали за ескалацію насильства. Незадоволені політикою президента де Голля, вони у січні 1961 року на території Іспанії, в Мадриді, сформували «Секретну армійську організацію» (ОАС). Очолили організацію юрист П’єр Лаггалар, колишній головнокомандувач військами в Алжирі генерал Рауль Салан і правопопулістський громадський діяч Жан-Жак Сусіні.
Члени ОАС намагалися за будь-яку ціну зупинити мирний процес, який почав намічатися після референдуму 8 січня 1961, на котрому 75% французів у Франції та 70% в Алжирі висловились за надання Алжиру незалежності. Це мілітаризоване угруповання займалось саботажем і тероризмом, нападаючи як на алжирців, так і на європейців. До кінця лютого 1962 терористи провели 5 000 замахів в Алжирі і 657 у Франції. До числа жертв їхніх замахів ледь не потрапив президент де Голль (8 вересня 1961 на дорозі на схід від Парижу, між Ножан-сюр-Сен і Ромії-сюр-Сен, його лімузин проїхав повз пластикову бомбу, яка не вибухнула з технічних причин).
ОАС надіялась скомпроментувати ФНВ, спровокувавши його на відновлення широкомасштабних бойових дій попри домовленість про перемир’я від 19 березня 1962. Таким чином протягом трьох весняних місяців 1962 року ОАС розгорнула в Алжирі небачену до того кампанію терору, закладаючи щодня більше 100 бомб (з використанням пластикової вибухівки). Цілями були лікарні, школи, французькі військові пости. На 12 квітня список жертв ОАС в Алжирі налічував 239 європейців і 1383 арабів. Ефект цих заходів виявився зворотним від бажаного: терористичні акції остаточно дискредитували «ультра» в очах більшості французів.

## Вихід європейських колоністів і харкі
Ще у вересні 1961 року європейські колоністи почали залишати Алжир. Паралельно з ним ОАС почала проводити в Алжирі тактику «випаленої землі», підриваючи та підпалюючи промислові підприємства, адміністративні будівлі, школи, лікарні. Протягом кількох місяців Алжир залишили більше 820.000 європейців, виїжджаючи переважно до Франції. Лише 5.000 іспанців поїхали до Іспанії, а 10.000 євреїв — до Ізраїлю. В країні залишилось близько 170.000 європейців.
Французький уряд не очікував такого припливу емігрантів. Для їхнього прийому не велась ніяка підготовка, і багатьом по приїзді довелося спати на міських вулицях або на покинутих фермах. Тисячі майбутніх переселенців тижнями чекали на свою чергу сісти на судно до Європи в Алжирському порту.
Разом з європейцями батьківщину залишали мусульмани-колаборціоністи, які боялися — небезпідставно — помсти з боку нової влади за свою відданість французам. Більшу частину цих переселенців становили колишні військовослужбовці допоміжних підрозділів харкі, а також ті, хто був пов'язаний з колоніальною адміністрацією. Разом Алжир покинуло бл. 90.000 алжирців-мусульман.

## Незалежність Алжиру

Число газети «Нью-Йорк гералд трибюн» від 4 липня 1962 року із заголовком «Алжир стає незалежним»

На референдумі 7 квітня 1962 91% французів висловили свою підтримку домовленностям в Ев'яні. 17 червня Тимчасовий Виконавчий Орган (ТВО) Алжиру уклав угоду з ОАС (яку скхвалив ТУАР) на умовах оголошення амністії оасівцям і поповнення «сил підримки порядку» АНВ європейцями. Частина ОАС (в Орані) не визнала цієї угоди й продовжувала терор до 26 червня. Але на решті території країни угода дозволила безперешкодно провести підготовку до референдуму про незалежність.
1 липня 1962 99% алжирських виборців, включаючи європейців, проголосували за незалежність країни. У той самий день підрозділи АНВ вступили в багато міст, де їх вітав народ. 3 липня незалежність Алжиру була офіційно визнана Францією і проголошена головою ТВО. Прибувший негайно з Тунісу Тимчасовий уряд вирішив вважати днем незалежності 5 липня — дату символічну (за 132 роки до цього, 5 липня 1830 французи зайняли місто Алжир).

## Жертви війни
Як у кожній великій війні, число жертв Алжирської війни не піддається точному підрахунку. Втрати французької армії відразу після закінчення війни оцінювалися в 17.500 загиблих — саме це число найпоширеніше. Інші джерела наводять вищі оцінки — до 25.000 загиблих. Також під час війни були вбиті та пропало безвісти 3600 французів алжирського походження. На території Франції загинуло 4300 осіб — жертви конфліктів між алжирськими угрупованнями те тероризму ультраправих.
Алжирські джерела використовують цифри від 1.000.000 до 1.500.000 всіх загиблих у війні алжирців  і ще 2.000.000 алжирців, переміщених в концтабори. Історик Бенжамен Стора наводить цифру приблизно 150.000 убитих, але це, очевидно, тільки число вбитих членів ФНВ. До цього числа слід додати 12.000 жертв внутрішніх конфліктів між Алжирським національним рухом і Фронтом національного звільнення та всередині них.
Що стосується цивільного населення, французькі історики оцінюють кількість загиблих під час війни алжирців від 300.000 до 460.000 (тобто 4-5% населення). Після війни в Алжирі залишилося 500.000 вдів і 350.000 сиріт.
Після проголошення незалежності Алжиру колабораціоністи мусульманського походження, які брали участь у бойових діях на боці французів, — всупереч угодам і контролю Міжнародного Червоного Хреста — піддавалися переслідуванням, арештовувалися, і деякі з них були вбиті. Число загиблих таким чином харкі коливається, згідно з різними джерелами, від 10.000 до 150.000 чол. Найправдоподібніша оцінка: 15.000-30.000.

## Нотатки
1. ↑  араб. الثورة الجزائرية al-Thawra al-Jaza'iriyah; фр. Guerre d'Algérie (і іноді в Алжирі як Війна 1 листопада)

### Книжки
- Анри Аллег. Красная звезда и зелёный полумесяц. — Москва: «Прогресс», 1985.(рос.)
- Симона де Бовуар. Сила обстоятельств. — Москва: «Флюид», 2008.(рос.)
- Гелий Кондратьев. Армия алжирской революции. — Москва: «Наука», 1979.(рос.)
- Роберт Ланда. История алжирской революции 1954-1962. — Москва: «Наука», 1983.(рос.)
- Роберт Ланда. История Алжира XX века. — Москва: Институт востоковедения Российской Академии Наук, 1999.(рос.)
- Henri Alleg. La Question. Paris: Éditions de Minuit, 1958.(фр.)
- Linda Amiri. La Bataille de France: la Guerre d'Algérie en métropole. Paris: Robert Laffont, 2004.(фр.)
- Paul Aussaresses. Services spéciaux: Algérie 1955-1957. Paris: Éditions Perrin, 2001.(фр.)
- Georges-Marc Benamou. Un mensonge françai: Retours sur la guerre d'Algérie. Paris: Robert Laffont, 2003.(фр.)
- Raphaëlle Branche. La Guerre d’Algérie: une histoire apaisée? Paris: Points Seuil, 2005.(фр.)
- Bernard Droz, Evelyne Lever. Histoire de la guerre d'Algérie. Paris: Seuil-Histoire, 1982.(фр.)
- Frantz Fanon. L'an V de la révolution algérienne. Paris: Éditions François Maspero, 1959.(фр.)
- Frantz Fanon. Les Damnés de la terre. Paris: Éditions François Maspero, 1961.(фр.)
- David Galula. Pacification in Algeria, 1956-1958. Santa Monica: Rand, 2006.(англ.)
- Mohammed Harbi (dir.), Gilbert Meynier (dir.). Le FLN: documents et histoire 1954-1962. Paris: Fayard, 2004.(фр.)
- Mohamed Harbi, Benjamin Stora (dir.). La Guerre d'Algérie. Paris: Hachette Littérature, 2005.(фр.)
- Alistair Horne. A Savage War of Peace: Algeria 1954-1962. New York: Viking Press, 1977.(англ.)
- Alf Heggoy. Insurgency and Counterinsurgency in Algeria. Bloomington: Indiana University Press, 1972.(англ.)
- Gilbert Meynier. Histoire intérieure du FLN. Paris: Fayard, 2002.(фр.)
- Pierre Miquel. La Guerre d'Algérie. Paris: Fayard, 1993.(фр.)
- William B. Quandt. Revolution and Political Leadership: Algeria, 1954-1968. Cambridge: M.I.T Press, 1969.(англ.)
- Martin Windrow, Mike Chappell. The Algerian War 1954-62. Oxford: Osprey Publishing, 1997. (Osprey Military Met-at-Arms Series 312)(англ.)

### Статті
- І. Д. Коміренко. Війна за незалежність Алжиру // Українська дипломатична енциклопедія: У 2-х т./Редкол.:Л. В. Губерський (голова) та ін. — К: Знання України, 2004 — Т.1 — 760с. ISBN 966-316-039-X
- Галина Канинская. Две войны в зеркале французской истории // Люди и тексты. Исторический альманах. «Заказ» на историю? Актуализация информационного пространства прошлого. — Москва: Институт всеобщей истории РАН, 2014. — С. 361—394.(рос.)
- Олександр Литвиненко. Алжирська національно-визвольна війна: стратегічні уроки та висновки для України // Стратегічні пріоритети (Київ). — 2014. — № 1 (30). — Стор. 193—197.
- Ольга Мітькіна. Алжирська криза та повернення до влади Шарля де Голля // Україна—Європа—Світ (Тернопіль). — Вип. 9 (2012). — Стор. 133—139.
- Дмитрий Шмелёв. Народно-республиканское движение и война в Алжире // Вестник Северного (Арктического) федерального университета им. М. В. Ломоносова. Серия: Гуманитарные и социальные науки. — 2010. — № 4. — С. 26-30.(рос.)
- Martin S. Alexander, J. F. V. Kieger, «France and the Algerian War: Strategy, Operations, and Diplomacy», in Journal of Strategic Studies, Vol. 25, No. 2, June 2002, pp. 1–32.(англ.)
- Andrea Brazzoduro, «Il nemico interno. La guerra d'Algeria nel cinema francese», «Passato e Presente. Rivista di storia contemporanea», anno 27 (2009), n. 76, pp. 127–42.(італ.)
- Adam Shatz, «The Torture of Algiers», in The New York Review of Books, 21 November 2002, pp. 53–57.(англ.)

## Кіно
- Маленький солдат (фр. Le petit soldat, 1960; Франція; реж. Жан-Люк Годар)
- Битва за Алжир (араб. معركة الجزائر; італ. La Battaglia di Algeri, 1966; Алжир—Італія; реж. Джилло Понтекорво)
- Забутий загін (англ. Lost Command, 1966; США; реж. Марк Робсон)
- Допит (фр. La Question, 1977; Франція; реж. Лоран Ейнеман)
- Темна ніч 17 жовтня 1961 року (фр. Nuit noire 17 octobre 1961, 2005; Франція; реж. Алан Тасма)
- Полковник (фр. Mon colonel, 2006; Франція; реж. Лоран Ерб'є)
- Близькі вороги (фр. L'ennemi intime, 2007; Франція; реж. Флоран Еміліо Сірі)
- Поза законом (араб. خارجون عن القانون; фр. Hors-la-loi, 2010; Алжир—Франція; реж. Рашид Бушареб)

### Українською
- Алжирська війна: фантом досі живий // Euronews. — 5 липня 2012. [Архівовано 22 листопада 2020 у Wayback Machine.]
- Алжирська революція – мирна демонстрація, яка переросла у криваву війну // 24 канал. — 12 квітня 2014. [Архівовано 6 жовтня 2015 у Wayback Machine.]
- І.Винник. Ще про Альжір // Вперед (Мюнхен). — Січень 1958. – Ч. 1 (86). [Архівовано 8 вересня 2016 у Wayback Machine.]
- Ю. Мовчан. «Брудна війна», або як «вільний світ» душить альжірську революцію // Вперед (Мюнхен). — Травень 1957. – Ч. 12 (85). [Архівовано 4 квітня 2016 у Wayback Machine.]
- С. Немирич. Алжирська війна 1956-го: стратегічні уроки // Дзеркало тижня (Київ). — 24 січня 2014. [Архівовано 6 жовтня 2015 у Wayback Machine.]
- Р. Тиса. Алжирська революція 1954-1962 (2012). [Архівовано 21 грудня 2016 у Wayback Machine.]
- Ф. Фанон. Алжирська війна й визволення людини // El Moudjahid. — 1 листопада 1958 року. —  Ч. 31. [Архівовано 27 вересня 2015 у Wayback Machine.]
- Ф. Фанон. Про насильство (з книги «Гнані і голодні», 1961) [Архівовано 6 листопада 2013 у Wayback Machine.]
- Ф. Фанон. Колоніяльна війна та психічні розлади (з книги «Гнані і голодні», 1961) [Архівовано 4 квітня 2016 у Wayback Machine.]
- А. Шац. Динамо-машинами, ногами, кулаками, сіллю // London Review of Books, Vol. 42, No. 4, 18 February 2021. [Архівовано 3 травня 2021 у Wayback Machine.]

### Іншими мовами
- Архів Алжирської незалежності на Marxists.org [Архівовано 20 травня 2021 у Wayback Machine.](англ.)
- Алжирська війна на сайті Університету Сан-Франциско(англ.)
- Національне визволення Алжиру (1954-1962) на Globalsecurity.org [Архівовано 20 травня 2021 у Wayback Machine.](англ.)
- Алжирська війна (1954-1962) на Acig.org [Архівовано 13 листопада 2011 у Wayback Machine.](англ.)
- Архів Алжирської війни на сайті Національного інституту аудіо-візульної культури Франції(фр.)
- Фото- і відеокадри війни на сайті Управління зв'язку та аудіо-візуальної продукції Міністерства оборони Франції(фр.)
- Фільм «Допит» (1977) [Архівовано 5 грудня 2011 у Wayback Machine.](фр.)(рос.)
- Бойовий розклад французької армії в Алжирі 1961(фр.)
- Маріанна Арен, Франсуаза Тулль. Катування під час війни в Алжирі (2001) [Архівовано 23 березня 2012 у Wayback Machine.](англ.)
- Рафаелль Бранш. Тортури та французька армія під час війни в Алжирі 1954-1962 (2001) [Архівовано 12 березня 2012 у Wayback Machine.](фр.)
- П'єр Відаль-Наке. Злочини французької армії в Алжирі (2001)(фр.)
- Жилль Мартен. Війна в Алжирі: французький досвід (2005) [Архівовано 7 березня 2016 у Wayback Machine.](англ.)
- Джеймс Гартфілд. Алжир і поразка французького гуманізму (2002) [Архівовано 24 листопада 2011 у Wayback Machine.](англ.)
- Адам Шатц. Катування в Алжирі. — «Нью-Йорк рівью ов букс», 21 листопада 2002. [Архівовано 18 листопада 2015 у Wayback Machine.](англ.)